# Leena Peisa

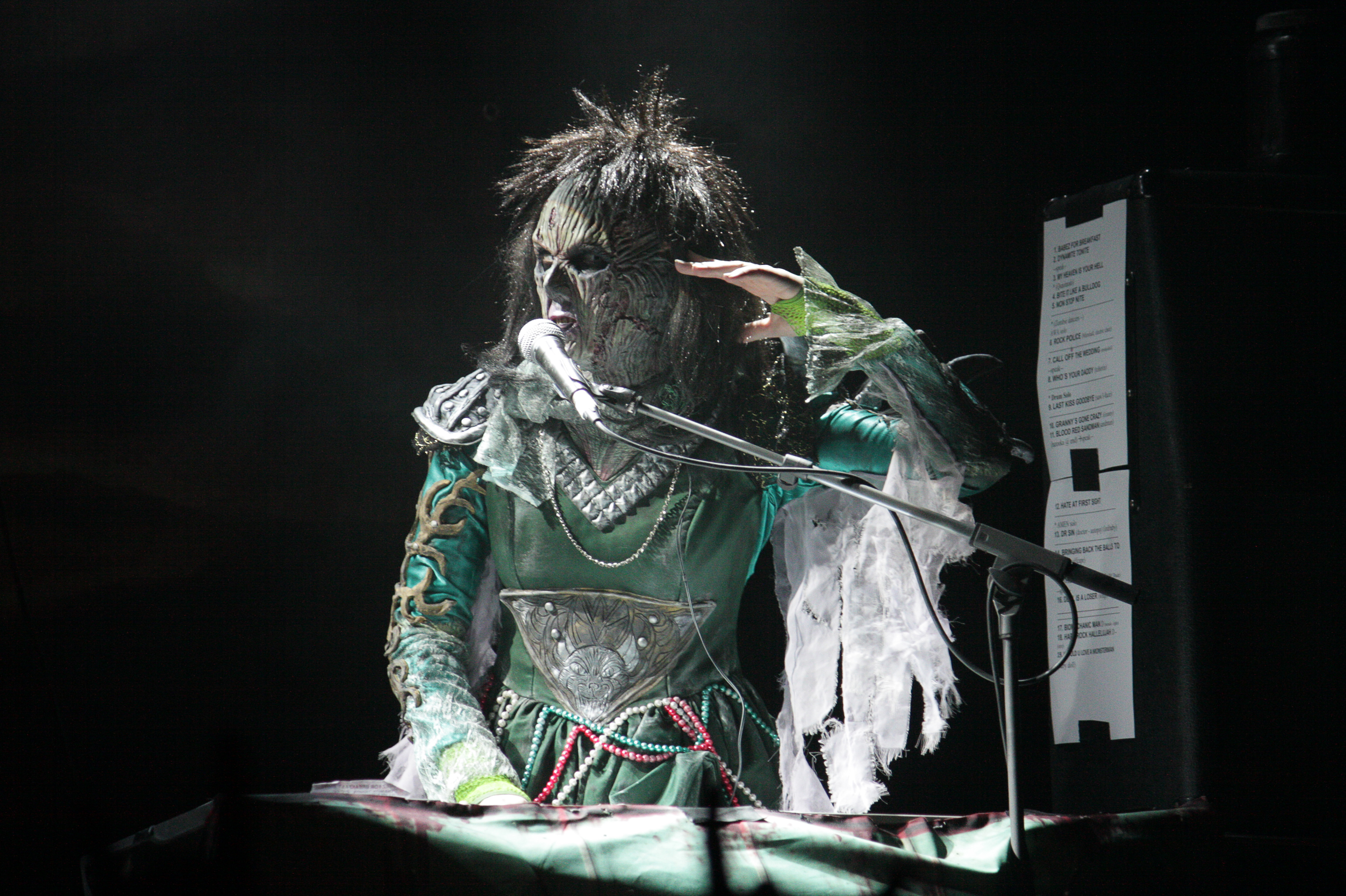
Leena Peisa

Leena Peisa (Vantaa, 16 maart 1979) is een Fins toetsenist. Zij speelde keyboard bij de hardrock/heavymetalband Lordi, waar zij beter bekendstond als Awa.

## Levensloop
Voordat Peisa bij Lordi kwam, speelde ze bij onder andere Dolchamar en Punaiset Messiaat. Ze kwam in de herfst van 2005 als vervangster van Enary bij Lordi en was net zoals haar voorgangster een vrouwelijk bandlid. Awa stelt als personage een bezeten geest-tovenares voor. Op 20 mei 2006 stond ze met de rest van Lordi op het podium van het Eurovisiesongfestival te Athene, dat door hen met grote voorsprong werd gewonnen. Op 25 juli 2012 kondigde Awa op het officiële Lordiforum (Monsterboard) aan dat ze de band ging verlaten. Ze kon zich niet meer fulltime richten op de band en op haar privéleven tegelijk. Leena besloot om samen met Cosimo Binetti (gitarist van The Dogma) te gaan verhuizen naar Italië en daar hun privéleven verder te zetten. Haar opvolgster is Hella.
Awa's laatste concert was op Lordi's tiende verjaardagsconcert op 11 augustus 2012 op het Simerockfestival in Rovaniemi in Finland.

## Herkomst van haar artiestennaam
Awa is een afleiding van het Engelse be aware, dat "zich bewust zijn" of "wees gewaarschuwd" betekent.

## Discografie

### Als Awa met Lordi

#### Albums
- The Arockalypse (2006)
- Deadache (2008)
- Babez for Breakfast (2010)

#### Singles en ep's
- Hard Rock Hallelujah (2006)
- Who's Your Daddy? (2006)
- Would You Love a Monsterman? (2006)
- It Snows In Hell (2006)
- They Only Come Out at Night (2007)
- Beast Loose in Paradise (2008)
- Bite It Like a Bulldog (2008)
- Deadache (2008)
- This Is Heavy Metal (2010)
- Rock Police (promotiesingle, 2012)

### Als zichzelf met Punaiset Messiaat

#### Albums
- Back in Bu$ine$$ (1995)
- Lemmentykki (1996)
- Älä osta: varasta! (1997)

#### Ep's
- Punainen Iktivisto (1992)
- Punk on pop (1996)
- Tuu mun luo (1996)
- Hornan hovin häät (1997)

#### Singles
- Onko tää rakkautta?! (1996)
- Oma rotta (1996)

### Als zichzelf metDolchamar

#### Albums
- Rebela Sono (2005)

- MusicBrainz: 659fe4aa-945a-419d-ac25-8795accc843b
- Nationale Bibliotheek van Tsjechië: xx0083492
- Virtual International Authority File: 85851740